# Interlands Zwitsers voetbalelftal 1950-1959
Deze pagina toont een chronologisch en gedetailleerd overzicht van de interlands die het Zwitsers voetbalelftal heeft gespeeld in de periode 1950 – 1959.

## Interlands

### 1950
| |                                                           |       |                                                        |                                                                                  |
| 19 maart Centraal-Europese Internationale Beker 1948-1953 № 216 «onderlinge duels» 16:00 uur (UTC+1) | Oostenrijk                                                | 3 – 3 | Zwitserland                                            | Praterstadion, Wenen Toeschouwers: 62.000 Scheidsrechter: Giovanni Galeati (ITA) |
| 19 maart Centraal-Europese Internationale Beker 1948-1953 № 216 «onderlinge duels» 16:00 uur (UTC+1) | Ernst Ocwirk 11' Robert Körner 14' Karl Decker 32' (pen.) |       | 41' Jacques Fatton 51' Jean Tamini 86' Traugott Oberer | Praterstadion, Wenen Toeschouwers: 62.000 Scheidsrechter: Giovanni Galeati (ITA) |

|                                                                       |                                                     |       |                     |                                                                                 |
| 26 april Vriendschappelijk № 217 «onderlinge duels» 18:30 uur (UTC+1) | Schotland                                           | 3 – 1 | Zwitserland         | Hampden Park, Glasgow Toeschouwers: 123.751 Scheidsrechter: George Reader (ENG) |
| 26 april Vriendschappelijk № 217 «onderlinge duels» 18:30 uur (UTC+1) | Willie Bauld 10' Bobby Campbell 38' Allan Brown 44' |       | 21' Charles Antenen | Hampden Park, Glasgow Toeschouwers: 123.751 Scheidsrechter: George Reader (ENG) |

|                                                                      |             |                                                                                       |             |                                                                       |
| 11 juni Vriendschappelijk № 218 «onderlinge duels» 15:00 uur (UTC+1) | Zwitserland | 0 – 4                                                                                 | Joegoslavië | Wankdorf, Bern Toeschouwers: 17.000 Scheidsrechter: Louis Baert (BEL) |
| 11 juni Vriendschappelijk № 218 «onderlinge duels» 15:00 uur (UTC+1) |             | 14' Željko Čajkovski 23' Kosta Tomašević 39' Stjepan Bobek 89' Aleksandar Atanacković |             | Wankdorf, Bern Toeschouwers: 17.000 Scheidsrechter: Louis Baert (BEL) |

| Wereldkampioenschap voetbal 1950 |
| -------------------------------- |

|                                                                    |             |                                                          |             |                                                                                                  |
| 25 juni WK 1950 Groep A № 219 «onderlinge duels» 15:00 uur (UTC−3) | Zwitserland | 0 – 3                                                    | Joegoslavië | Estádio Independência, Belo Horizonte Toeschouwers: 7.336 Scheidsrechter: Giovanni Galeati (ITA) |
| 25 juni WK 1950 Groep A № 219 «onderlinge duels» 15:00 uur (UTC−3) |             | 59' Rajko Mitic 70' Kosta Tomašević 75' Tihomir Ognjanov |             | Estádio Independência, Belo Horizonte Toeschouwers: 7.336 Scheidsrechter: Giovanni Galeati (ITA) |

|                                                                    |                                         |       |                         |                                                                                           |
| 28 juni WK 1950 Groep A № 220 «onderlinge duels» 15:00 uur (UTC−3) | Brazilië                                | 2 – 2 | Zwitserland             | Estádio do Pacaembu, São Paulo Toeschouwers: 42.032 Scheidsrechter: Ramón Azón Roma (ESP) |
| 28 juni WK 1950 Groep A № 220 «onderlinge duels» 15:00 uur (UTC−3) | Alfredo dos Santos 3' Oswaldo Silva 32' |       | 17', 88' Jacques Fatton | Estádio do Pacaembu, São Paulo Toeschouwers: 42.032 Scheidsrechter: Ramón Azón Roma (ESP) |

|                                                                   |                     |       |                                    |                                                                                            |
| 2 juli WK 1950 Groep A № 221 «onderlinge duels» 15:30 uur (UTC−3) | Mexico              | 1 – 2 | Zwitserland                        | Estádio dos Eucaliptos, Porto Alegre Toeschouwers: 3.580 Scheidsrechter: Ivan Eklind (SWE) |
| 2 juli WK 1950 Groep A № 221 «onderlinge duels» 15:30 uur (UTC−3) | Horacio Casarín 89' |       | 10' René Bader 44' Charles Antenen | Estádio dos Eucaliptos, Porto Alegre Toeschouwers: 3.580 Scheidsrechter: Ivan Eklind (SWE) |

|  |  |  |  |  |  |  |  |  |

|                                                                         | |       |                                                                              |                                                                                    |
| 15 oktober Vriendschappelijk № 222 «onderlinge duels» 15:00 uur (UTC+1) | Zwitserland | 7 – 5 | Nederland                                                                    | Stadion Rankhof, Bazel Toeschouwers: 23.200 Scheidsrechter: Generoso Dattilo (ITA) |
| 15 oktober Vriendschappelijk № 222 «onderlinge duels» 15:00 uur (UTC+1) | Hans-Peter Friedländer 15', 56' Charles Antenen 44', 56' Jacques Fatton 72', 76' (pen.), 88' Frits de Graaf 74' |       | 25' Mick Clavan 42' (e.d.) Roger Bocquet 46' Kees Rijvers 57' Noud van Melis | Stadion Rankhof, Bazel Toeschouwers: 23.200 Scheidsrechter: Generoso Dattilo (ITA) |

|                                                                          |                                                                                      |       |                                           |                                                                                            |
| 12 november Vriendschappelijk № 223 «onderlinge duels» 15:00 uur (UTC+1) | Zwitserland                                                                          | 4 – 2 | Zweden                                    | Stade des Charmilles, Genève Toeschouwers: 23.000 Scheidsrechter: Karel van der Meer (NED) |
| 12 november Vriendschappelijk № 223 «onderlinge duels» 15:00 uur (UTC+1) | Hans-Peter Friedländer 20' Charles Antenen 22' Jacques Fatton 53' Jacques Fatton 65' |       | 24' Kalle Palmér 48' (pen.) Börje Leander | Stade des Charmilles, Genève Toeschouwers: 23.000 Scheidsrechter: Karel van der Meer (NED) |

|                                                                          |                              |       |             |                                                                                  |
| 22 november Vriendschappelijk № 224 «onderlinge duels» 14:30 uur (UTC+1) | West-Duitsland               | 1 – 0 | Zwitserland | Neckarstadion, Stuttgart Toeschouwers: 97.553 Scheidsrechter: Arthur Ellis (ENG) |
| 22 november Vriendschappelijk № 224 «onderlinge duels» 14:30 uur (UTC+1) | Herbert Burdenski 42' (pen.) |       |             | Neckarstadion, Stuttgart Toeschouwers: 97.553 Scheidsrechter: Arthur Ellis (ENG) |

### 1951
|                                                                          |                                                                       |       |                                                   |                                                                                |
| 18 februari Vriendschappelijk № 225 «onderlinge duels» 16:00 uur (UTC+1) | Spanje                                                                | 6 – 3 | Zwitserland                                       | Estadio Chamartín, Madrid Toeschouwers: 80.000 Scheidsrechter: Reg Leafe (ENG) |
| 18 februari Vriendschappelijk № 225 «onderlinge duels» 16:00 uur (UTC+1) | Telmo Zarra 12', 35', 60', 65' Agustín Gaínza 52' César Rodríguez 83' |       | 38', 89' Alfred Bickel 68' Hans-Peter Friedländer | Estadio Chamartín, Madrid Toeschouwers: 80.000 Scheidsrechter: Reg Leafe (ENG) |

|                                                                      |                                            |       |                                                        |                                                                          |
| 17 juni Vriendschappelijk № 226 «onderlinge duels» 16:00 uur (UTC+1) | Zwitserland                                | 2 – 3 | West-Duitsland                                         | Hardturm, Zürich Toeschouwers: 34.000 Scheidsrechter: Arthur Ellis (ENG) |
| 17 juni Vriendschappelijk № 226 «onderlinge duels» 16:00 uur (UTC+1) | Jacques Fatton 8' Roger Bocquet 55' (pen.) |       | 42' Ottmar Walter 50' Felix Gerritzen 54' Fritz Walter | Hardturm, Zürich Toeschouwers: 34.000 Scheidsrechter: Arthur Ellis (ENG) |

|                                                                     |                                      |       |                                         |                                                                                    |
| 16 mei Vriendschappelijk № 227 «onderlinge duels» 18:15 uur (UTC+1) | Wales                                | 3 – 2 | Zwitserland                             | The Racecourse, Wrexham Toeschouwers: 18.500 Scheidsrechter: George Mitchell (SCO) |
| 16 mei Vriendschappelijk № 227 «onderlinge duels» 18:15 uur (UTC+1) | Trevor Ford 35', 63' Ron Burgess 68' |       | 72' Robert Ballaman 82' Charles Antenen | The Racecourse, Wrexham Toeschouwers: 18.500 Scheidsrechter: George Mitchell (SCO) |

|                                                                      |                                                                              |       |                                            |                                                                                |
| 24 juni Vriendschappelijk № 228 «onderlinge duels» 18:00 uur (UTC+1) | Joegoslavië                                                                  | 7 – 3 | Zwitserland                                | JNA Stadion, Belgrado Toeschouwers: 50.000 Scheidsrechter: Alois Beranek (AUT) |
| 24 juni Vriendschappelijk № 228 «onderlinge duels» 18:00 uur (UTC+1) | Stjepan Bobek 1', 40' Rajko Mitić 4', 48' Branko Zebec 5' Zdravko Rajkov 35' |       | 44' Alfred Bickel 55', 88' Robert Ballaman | JNA Stadion, Belgrado Toeschouwers: 50.000 Scheidsrechter: Alois Beranek (AUT) |

|                                                                         |                     |       |                                   |                                                                                   |
| 14 oktober Vriendschappelijk № 229 «onderlinge duels» 15:00 uur (UTC+1) | Zwitserland         | 1 – 2 | Frankrijk                         | Stade des Charmilles, Genève Toeschouwers: 33.534 Scheidsrechter: Reg Leafe (ENG) |
| 14 oktober Vriendschappelijk № 229 «onderlinge duels» 15:00 uur (UTC+1) | Robert Ballaman 53' |       | 27' André Doye 34' Jean Grumellon | Stade des Charmilles, Genève Toeschouwers: 33.534 Scheidsrechter: Reg Leafe (ENG) |

| |             |       |                         |                                                                                     |
| 25 november Centraal-Europese Internationale Beker 1948-1953 № 230 «onderlinge duels» 14:30 uur (UTC+1) | Zwitserland | 1 – 1 | Italië                  | Stadio di Cornaredo, Lugano Toeschouwers: 32.000 Scheidsrechter: William Ling (ENG) |
| 25 november Centraal-Europese Internationale Beker 1948-1953 № 230 «onderlinge duels» 14:30 uur (UTC+1) | Riva 15'    |       | 84' Giampiero Boniperti | Stadio di Cornaredo, Lugano Toeschouwers: 32.000 Scheidsrechter: William Ling (ENG) |

### 1952
|                                                                     |             |                                          |          |                                                                         |
| 28 mei Vriendschappelijk № 231 «onderlinge duels» 18:30 uur (UTC+1) | Zwitserland | 0 – 3                                    | Engeland | Hardturm, Zürich Toeschouwers: 33.000 Scheidsrechter: Louis Baert (BEL) |
| 28 mei Vriendschappelijk № 231 «onderlinge duels» 18:30 uur (UTC+1) |             | 13' Jackie Sewell 51', 87' Nat Lofthouse |          | Hardturm, Zürich Toeschouwers: 33.000 Scheidsrechter: Louis Baert (BEL) |

|                                                                     |                           |       |                                                                 |                                                                                           |
| 1 juni Vriendschappelijk № 232 «onderlinge duels» 17:00 uur (UTC+2) | Turkije                   | 1 – 5 | Zwitserland                                                     | Ankara 19 Mayısstadion, Ankara Toeschouwers: 15.000 Scheidsrechter: Ermanno Silvano (ITA) |
| 1 juni Vriendschappelijk № 232 «onderlinge duels» 17:00 uur (UTC+2) | Garbis İstanbulluoğlu 78' |       | 19', 63' Ferdinando Riva 24', 76' Seppe Hügi 34' Lucien Pasteur | Ankara 19 Mayısstadion, Ankara Toeschouwers: 15.000 Scheidsrechter: Ermanno Silvano (ITA) |

|                                                                      |                     |       |                 |                                                                                     |
| 22 juni Vriendschappelijk № 233 «onderlinge duels» 16:30 uur (UTC+1) | Zwitserland         | 1 – 1 | Oostenrijk      | Stade des Charmilles, Genève Toeschouwers: 19.233 Scheidsrechter: Helmut Fink (FRG) |
| 22 juni Vriendschappelijk № 233 «onderlinge duels» 16:30 uur (UTC+1) | Ferdinando Riva 79' |       | 40' Karl Decker | Stade des Charmilles, Genève Toeschouwers: 19.233 Scheidsrechter: Helmut Fink (FRG) |

| |                     |       |                                                               |                                                                        |
| 20 september Centraal-Europese Internationale Beker 1948-1953 № 234 «onderlinge duels» 17:00 uur (UTC+1) | Zwitserland         | 2 – 4 | Hongarije                                                     | Wankdorf, Bern Toeschouwers: 30.000 Scheidsrechter: Arthur Ellis (ENG) |
| 20 september Centraal-Europese Internationale Beker 1948-1953 № 234 «onderlinge duels» 17:00 uur (UTC+1) | Hügi 15' Fatton 36' |       | 36', 45' Ferenc Puskás 56' Sándor Kocsis 74' Nándor Hidegkuti | Wankdorf, Bern Toeschouwers: 30.000 Scheidsrechter: Arthur Ellis (ENG) |

|                                                                         |                                                                          |       |                            |                                                                                        |
| 9 november Vriendschappelijk № 235 «onderlinge duels» 14:30 uur (UTC+1) | West-Duitsland                                                           | 5 – 1 | Zwitserland                | Rosenaustadion, Augsburg Toeschouwers: 64.586 Scheidsrechter: Vincenzo Orlandini (ITA) |
| 9 november Vriendschappelijk № 235 «onderlinge duels» 14:30 uur (UTC+1) | Max Morlock 20' Ottmar Walter 29' Hans Schäfer 56', 72' Fritz Walter 65' |       | 55' Hans-Peter Friedländer | Rosenaustadion, Augsburg Toeschouwers: 64.586 Scheidsrechter: Vincenzo Orlandini (ITA) |

| |                                                 |       |             |                                                                                        |
| 28 december Centraal-Europese Internationale Beker 1948-1953 № 236 «onderlinge duels» 14:30 uur (UTC+1) | Italië                                          | 2 – 0 | Zwitserland | Stadio La Favorita, Palermo Toeschouwers: 32.000 Scheidsrechter: Laurent Franken (BEL) |
| 28 december Centraal-Europese Internationale Beker 1948-1953 № 236 «onderlinge duels» 14:30 uur (UTC+1) | Egisto Pandolfini 3' (pen.) Amleto Frignani 72' |       |             | Stadio La Favorita, Palermo Toeschouwers: 32.000 Scheidsrechter: Laurent Franken (BEL) |

### 1953
|                                                                       |                 |       |                                 |                                                                                   |
| 22 maart Vriendschappelijk № 237 «onderlinge duels» 14:30 uur (UTC+1) | Nederland       | 1 – 2 | Zwitserland                     | Olympisch Stadion, Amsterdam Toeschouwers: 63.500 Scheidsrechter: Reg Leafe (ENG) |
| 22 maart Vriendschappelijk № 237 «onderlinge duels» 14:30 uur (UTC+1) | Abe Lenstra 31' |       | 1' Marcel Mauron 57' Seppe Hügi | Olympisch Stadion, Amsterdam Toeschouwers: 63.500 Scheidsrechter: Reg Leafe (ENG) |

|                                                                     |                 |       |                                |                                                                            |
| 25 mei Vriendschappelijk № 238 «onderlinge duels» 15:00 uur (UTC+1) | Zwitserland     | 1 – 2 | Turkije                        | Wankdorf, Bern Toeschouwers: 16.500 Scheidsrechter: Giuseppe Carpani (ITA) |
| 25 mei Vriendschappelijk № 238 «onderlinge duels» 15:00 uur (UTC+1) | Eugen Meier 14' |       | 21', 75' Garbis İstanbulluoğlu | Wankdorf, Bern Toeschouwers: 16.500 Scheidsrechter: Giuseppe Carpani (ITA) |

|                                                                      |                       |       |                                                                      |                                                                              |
| 27 juni Vriendschappelijk № 239 «onderlinge duels» 17:00 uur (UTC+1) | Zwitserland           | 1 – 4 | Denemarken                                                           | Stadion Rankhof, Bazel Toeschouwers: 8.000 Scheidsrechter: Leo Lemešić (YUG) |
| 27 juni Vriendschappelijk № 239 «onderlinge duels» 17:00 uur (UTC+1) | Seppe Hügi 72' (pen.) |       | 31' Knud Ove Sørensen 59', 68' Aage Rou Jensen 82' Jens Peder Hansen | Stadion Rankhof, Bazel Toeschouwers: 8.000 Scheidsrechter: Leo Lemešić (YUG) |

| |                                                                     |       |             | |
| 20 september Centraal-Europese Internationale Beker 1948-1953 № 240 «onderlinge duels» 16:00 uur (UTC+1) | Tsjecho-Slowakije                                                   | 5 – 0 | Zwitserland | Stadion Československé Armády, Praag Toeschouwers: 48.000 Scheidsrechter: Karel van der Meer (NED) |
| 20 september Centraal-Europese Internationale Beker 1948-1953 № 240 «onderlinge duels» 16:00 uur (UTC+1) | Emil Pažický 38' Jiří Trnka 59', 63' Tadeáš Kraus 75' Jan Hertl 86' |       |             | Stadion Československé Armády, Praag Toeschouwers: 48.000 Scheidsrechter: Karel van der Meer (NED) |

|                                                                          |                       |       |                                                 |                                                                                                  |
| 11 november Vriendschappelijk № 241 «onderlinge duels» 14:30 uur (UTC+1) | Frankrijk             | 2 – 4 | Zwitserland                                     | Stade olympique Yves-du-Manoir, Colombes Toeschouwers: 45.986 Scheidsrechter: Arthur Ellis (ENG) |
| 11 november Vriendschappelijk № 241 «onderlinge duels» 14:30 uur (UTC+1) | Joseph Ujlaki 2', 62' |       | 9', 16', 36' Charles Antenen 21' Jacques Fatton | Stade olympique Yves-du-Manoir, Colombes Toeschouwers: 45.986 Scheidsrechter: Arthur Ellis (ENG) |

|                                                                          |                                        |       |                                           |                                                                            |
| 22 november Vriendschappelijk № 242 «onderlinge duels» 14:30 uur (UTC+1) | Zwitserland                            | 2 – 2 | België                                    | Hardturm, Zürich Toeschouwers: 26.000 Scheidsrechter: Emil Schmetzer (FRG) |
| 22 november Vriendschappelijk № 242 «onderlinge duels» 14:30 uur (UTC+1) | Jacques Fatton 57' Charles Antenen 89' |       | 1' Jef Mermans 18' Hypoliet van den Bosch | Hardturm, Zürich Toeschouwers: 26.000 Scheidsrechter: Emil Schmetzer (FRG) |

### 1954
|                                                                       |                                                         |       |                                                            |                                                                                   |
| 25 april Vriendschappelijk № 243 «onderlinge duels» 15:00 uur (UTC+1) | Zwitserland                                             | 3 – 5 | West-Duitsland                                             | St. Jakob-Park, Bazel Toeschouwers: 51.864 Scheidsrechter: Mervyn Griffiths (WAL) |
| 25 april Vriendschappelijk № 243 «onderlinge duels» 15:00 uur (UTC+1) | Jacques Fatton 57' Robert Ballaman 42' Willy Kernen 86' |       | 5', 31' Hans Schäfer 16', 85' Fritz Walter 30' Max Morlock | St. Jakob-Park, Bazel Toeschouwers: 51.864 Scheidsrechter: Mervyn Griffiths (WAL) |

|                                                                     |                                                            |       |         |                                                                                              |
| 23 mei Vriendschappelijk № 244 «onderlinge duels» 15:30 uur (UTC+1) | Zwitserland                                                | 3 – 3 | Uruguay | Stade Olympique de la Pontaise, Lausanne Toeschouwers: 44.000 Scheidsrechter: Leo Horn (NED) |
| 23 mei Vriendschappelijk № 244 «onderlinge duels» 15:30 uur (UTC+1) | Charles Casali 33' Charles Antenen 70' Robert Ballaman 83' |       | ?       | Stade Olympique de la Pontaise, Lausanne Toeschouwers: 44.000 Scheidsrechter: Leo Horn (NED) |

|                                                                     |                                |       |                 |                                                                            |
| 30 mei Vriendschappelijk № 245 «onderlinge duels» 15:00 uur (UTC+1) | Zwitserland                    | 3 – 1 | Nederland       | Hardturm, Zürich Toeschouwers: 27.000 Scheidsrechter: Emil Schmetzer (GER) |
| 30 mei Vriendschappelijk № 245 «onderlinge duels» 15:00 uur (UTC+1) | Roger Vonlanthen 35', 37', 48' |       | 11' Coen Dillen | Hardturm, Zürich Toeschouwers: 27.000 Scheidsrechter: Emil Schmetzer (GER) |

| Wereldkampioenschap voetbal 1954 |
| -------------------------------- |

|                                                                    |                                    |       |                         |                                                                                                  |
| 17 juni WK 1954 Groep D № 246 «onderlinge duels» 18:00 uur (UTC+1) | Zwitserland                        | 2 – 1 | Italië                  | Stade Olympique de la Pontaise, Lausanne Toeschouwers: 40.749 Scheidsrechter: Mário Vianna (BRA) |
| 17 juni WK 1954 Groep D № 246 «onderlinge duels» 18:00 uur (UTC+1) | Robert Ballaman 18' Seppe Hügi 78' |       | 44' Giampiero Boniperti | Stade Olympique de la Pontaise, Lausanne Toeschouwers: 40.749 Scheidsrechter: Mário Vianna (BRA) |

|                                                                    |             |                                     |          |                                                                        |
| 20 juni WK 1954 Groep D № 247 «onderlinge duels» 17:00 uur (UTC+2) | Zwitserland | 0 – 2                               | Engeland | Wankdorf, Bern Toeschouwers: 43.119 Scheidsrechter: Istvan Zsolt (HUN) |
| 20 juni WK 1954 Groep D № 247 «onderlinge duels» 17:00 uur (UTC+2) |             | 43' Jimmy Mullen 69' Dennis Wilshaw |          | Wankdorf, Bern Toeschouwers: 43.119 Scheidsrechter: Istvan Zsolt (HUN) |

|                                                                     |                                                            |       |                  |                                                                                   |
| 23 juni WK 1954 Play-off № 248 «onderlinge duels» 18:00 uur (UTC+1) | Zwitserland                                                | 4 – 1 | Italië           | St. Jakob-Park, Bazel Toeschouwers: 28.655 Scheidsrechter: Mervyn Griffiths (WAL) |
| 23 juni WK 1954 Play-off № 248 «onderlinge duels» 18:00 uur (UTC+1) | Seppe Hügi 14', 85' Robert Ballaman 48' Jacques Fatton 90' |       | 67' Fulvio Nesti | St. Jakob-Park, Bazel Toeschouwers: 28.655 Scheidsrechter: Mervyn Griffiths (WAL) |

|                                                                        |                                                   |       |                                                                                       | |
| 26 juni WK 1954 Kwartfinale № 249 «onderlinge duels» 17:00 uur (UTC+1) | Zwitserland                                       | 5 – 7 | Oostenrijk                                                                            | Stade Olympique de la Pontaise, Lausanne Toeschouwers: 30.340 Scheidsrechter: Charlie Faultless (SCO) |
| 26 juni WK 1954 Kwartfinale № 249 «onderlinge duels» 17:00 uur (UTC+1) | Robert Ballaman 16', 37' Seppe Hügi 17', 19', 58' |       | 25', 27', 53' Theodor Wagner 26', 34' Alfred Körner 31' Ernst Ocwirk 75' Erich Probst | Stade Olympique de la Pontaise, Lausanne Toeschouwers: 30.340 Scheidsrechter: Charlie Faultless (SCO) |

|  |  |  |  |  |  |  |  |  |

|                                                                           |                  |       |                     |                                                                                             |
| 19 september Vriendschappelijk № 250 «onderlinge duels» 13:30 uur (UTC+1) | Nederland        | 1 – 1 | Zwitserland         | Københavns Idrætspark, Kopenhagen Toeschouwers: 34.300 Scheidsrechter: Jan Bronkhorst (NED) |
| 19 september Vriendschappelijk № 250 «onderlinge duels» 13:30 uur (UTC+1) | Jørgen Olesen 4' |       | 86' Charles Antenen | Københavns Idrætspark, Kopenhagen Toeschouwers: 34.300 Scheidsrechter: Jan Bronkhorst (NED) |

|                                                                         |                                          |       |             |                                                                           |
| 10 oktober Vriendschappelijk № 251 «onderlinge duels» 15:00 uur (UTC+1) | Hongarije                                | 3 – 0 | Zwitserland | Népstadion, Boedapest Toeschouwers: 94.000 Scheidsrechter: Leo Horn (NED) |
| 10 oktober Vriendschappelijk № 251 «onderlinge duels» 15:00 uur (UTC+1) | Sándor Kocsis 19', 32' József Bozsik 83' |       |             | Népstadion, Boedapest Toeschouwers: 94.000 Scheidsrechter: Leo Horn (NED) |

### 1955
|                                                                                                   |                                     |       |                                                               |                                                                              |
| 1 mei Centraal-Europese Internationale Beker 1955-1960 № 252 «onderlinge duels» 15:00 uur (UTC+1) | Zwitserland                         | 2 – 3 | Oostenrijk                                                    | Wankdorf, Bern Toeschouwers: 40.000 Scheidsrechter: Vincenzo Orlandini (ITA) |
| 1 mei Centraal-Europese Internationale Beker 1955-1960 № 252 «onderlinge duels» 15:00 uur (UTC+1) | Josef Hügi 21' Roger Vonlanthen 42' |       | 27' Otto Hofbauer 54' (pen.) Richard Brousek 58' Erich Probst | Wankdorf, Bern Toeschouwers: 40.000 Scheidsrechter: Vincenzo Orlandini (ITA) |

|                                                                     |                                                                |       |                |                                                                              |
| 19 mei Vriendschappelijk № 253 «onderlinge duels» 14:30 uur (UTC+1) | Nederland                                                      | 4 – 1 | Zwitserland    | De Kuip, Rotterdam Toeschouwers: 63.800 Scheidsrechter: Emil Schmetzer (FRG) |
| 19 mei Vriendschappelijk № 253 «onderlinge duels» 14:30 uur (UTC+1) | Faas Wilkes 40', 64' Theo Timmermans 42' Sjel de Bruyckere 58' |       | 80' Seppe Hügi | De Kuip, Rotterdam Toeschouwers: 63.800 Scheidsrechter: Emil Schmetzer (FRG) |

|                                                                      |             |                                                             |        |                                                                                          |
| 19 juni Vriendschappelijk № 254 «onderlinge duels» 17:00 uur (UTC+1) | Zwitserland | 0 – 3                                                       | Spanje | Stade des Charmilles, Genève Toeschouwers: 25.500 Scheidsrechter: Giorgio Bernardi (ITA) |
| 19 juni Vriendschappelijk № 254 «onderlinge duels» 17:00 uur (UTC+1) |             | 2' Enrique Collar 54' Eneko Arieta 89' José María Maguregui |        | Stade des Charmilles, Genève Toeschouwers: 25.500 Scheidsrechter: Giorgio Bernardi (ITA) |

| |             |       |             |                                                                               |
| 26 juni Centraal-Europese Internationale Beker 1955-1960 № 255 «onderlinge duels» 17:30 uur (UTC+1) | Zwitserland | 0 – 0 | Joegoslavië | JNA Stadion, Belgrado Toeschouwers: 40.000 Scheidsrechter: István Zsolt (HUN) |
| 26 juni Centraal-Europese Internationale Beker 1955-1960 № 255 «onderlinge duels» 17:30 uur (UTC+1) |             |       |             | JNA Stadion, Belgrado Toeschouwers: 40.000 Scheidsrechter: István Zsolt (HUN) |

| |                                                    |       |                                                                        | |
| 17 september Centraal-Europese Internationale Beker 1955-1960 № 256 «onderlinge duels» 17:00 uur (UTC+1) | Zwitserland                                        | 4 – 5 | Hongarije                                                              | Stade Olympique de la Pontaise, Lausanne Toeschouwers: 40.000 Scheidsrechter: Jacques Devillers (FRA) |
| 17 september Centraal-Europese Internationale Beker 1955-1960 № 256 «onderlinge duels» 17:00 uur (UTC+1) | Roger Vonlanthen 16', 43' Charles Antenen 64', 73' |       | 20', 22' Ferenc Machos 26' Sándor Kocsis 57', 85' (pen.) Ferenc Puskás | Stade Olympique de la Pontaise, Lausanne Toeschouwers: 40.000 Scheidsrechter: Jacques Devillers (FRA) |

|                                                                        |                   |       |                                            |                                                                                   |
| 9 oktober Vriendschappelijk № 257 «onderlinge duels» 15:00 uur (UTC+1) | Zwitserland       | 1 – 2 | Frankrijk                                  | St. Jakob-Park, Bazel Toeschouwers: 54.000 Scheidsrechter: Francis Roeykens (BEL) |
| 9 oktober Vriendschappelijk № 257 «onderlinge duels» 15:00 uur (UTC+1) | Marcel Mauron 87' |       | 24' (pen.) Raymond Kopa 69' Roger Piantoni | St. Jakob-Park, Bazel Toeschouwers: 54.000 Scheidsrechter: Francis Roeykens (BEL) |

### 1956
|                                                                       |                 |       |                                                      |                                                                                   |
| 11 maart Vriendschappelijk № 258 «onderlinge duels» 15:00 uur (UTC+1) | België          | 1 – 3 | Zwitserland                                          | Heizelstadion, Brussel Toeschouwers: 44.689 Scheidsrechter: Josef Wershoven (FRG) |
| 11 maart Vriendschappelijk № 258 «onderlinge duels» 15:00 uur (UTC+1) | Jef Mermans 47' |       | 11' Aldo Pastega 77' Robert Ballaman 88' Eugen Meier | Heizelstadion, Brussel Toeschouwers: 44.689 Scheidsrechter: Josef Wershoven (FRG) |

|                                                                       |                     |       |          |                                                                            |
| 11 april Vriendschappelijk № 259 «onderlinge duels» 20:15 uur (UTC+1) | Zwitserland         | 1 – 1 | Brazilië | Hardturm, Zürich Toeschouwers: 23.033 Scheidsrechter: Emil Schmetzer (FRG) |
| 11 april Vriendschappelijk № 259 «onderlinge duels» 20:15 uur (UTC+1) | De Sordi 20' (e.d.) |       | Gino     | Hardturm, Zürich Toeschouwers: 23.033 Scheidsrechter: Emil Schmetzer (FRG) |

|                                                  |                   |       |                     |                                                                                     |
| 1 mei Vriendschappelijk № 260 «onderlinge duels» | Saarland          | 1 – 1 | Zwitserland         | Ludwigsparkstadion, Saarbrücken Toeschouwers: 20.000 Scheidsrechter: Leo Horn (NED) |
| 1 mei Vriendschappelijk № 260 «onderlinge duels» | Gerhard Siedl 57' |       | 33' Ferdinando Riva | Ludwigsparkstadion, Saarbrücken Toeschouwers: 20.000 Scheidsrechter: Leo Horn (NED) |

| |                    |       |                                                                            |                                                                                        |
| 10 mei Centraal-Europese Internationale Beker 1955-1960 № 261 «onderlinge duels» 15:00 uur (UTC+1) | Zwitserland        | 1 – 6 | Tsjecho-Slowakije                                                          | Stade des Charmilles, Geneve Toeschouwers: 20.669 Scheidsrechter: Jan Bronkhorst (NED) |
| 10 mei Centraal-Europese Internationale Beker 1955-1960 № 261 «onderlinge duels» 15:00 uur (UTC+1) | Robert Ballaman 1' |       | 16' Jaroslav Borovička 21', 31', 61', 66' Jiří Feureisl 88' Josef Masopust | Stade des Charmilles, Geneve Toeschouwers: 20.669 Scheidsrechter: Jan Bronkhorst (NED) |

|                                                                           |                                        |       |                                                         |                                                                                                  |
| 15 september Vriendschappelijk № 262 «onderlinge duels» 16:30 uur (UTC+1) | Zwitserland                            | 2 – 3 | Nederland                                               | Stade Olympique de la Pontaise, Lausanne Toeschouwers: 22.595 Scheidsrechter: Albert Dusch (FRG) |
| 15 september Vriendschappelijk № 262 «onderlinge duels» 16:30 uur (UTC+1) | Charles Antenen 8' Ferdinando Riva 15' |       | 2' Abe Lenstra 30' Cor van der Gijp 40' Tinus Bosselaar | Stade Olympique de la Pontaise, Lausanne Toeschouwers: 22.595 Scheidsrechter: Albert Dusch (FRG) |

| |                     |       |                   |                                                                    |
| 11 november Centraal-Europese Internationale Beker 1955-1960 № 263 «onderlinge duels» 15:00 uur (UTC+1) | Zwitserland         | 1 – 1 | Italië            | Wankdorf, Bern Toeschouwers: 57.700 Scheidsrechter: Leo Horn (NED) |
| 11 november Centraal-Europese Internationale Beker 1955-1960 № 263 «onderlinge duels» 15:00 uur (UTC+1) | Robert Ballaman 26' |       | 35' Eddie Firmani | Wankdorf, Bern Toeschouwers: 57.700 Scheidsrechter: Leo Horn (NED) |

|                                                                          |                     |       |                                                        |                                                                                             |
| 21 november Vriendschappelijk № 264 «onderlinge duels» 14:00 uur (UTC+1) | West-Duitsland      | 1 – 3 | Zwitserland                                            | Waldstadion, Frankfurt am Main Toeschouwers: 80.000 Scheidsrechter: Friedrich Seipelt (AUT) |
| 21 november Vriendschappelijk № 264 «onderlinge duels» 14:00 uur (UTC+1) | Hans Neuschäfer 34' |       | 21' Ferdinando Riva 25' Seppe Hügi 62' Robert Ballaman | Waldstadion, Frankfurt am Main Toeschouwers: 80.000 Scheidsrechter: Friedrich Seipelt (AUT) |

### 1957
|                                                                          |                                           |       |                    |                                                                                              |
| 10 maart WK 1958 kwalificatie № 265 «onderlinge duels» 16:30 uur (UTC+1) | Spanje                                    | 2 – 2 | Zwitserland        | Estadio Santiago Bernabéu, Madrid Toeschouwers: 120.000 Scheidsrechter: Erich Asmussen (FRG) |
| 10 maart WK 1958 kwalificatie № 265 «onderlinge duels» 16:30 uur (UTC+1) | Luis Suárez 29' Miguel González Pérez 48' |       | 6', 67' Seppe Hügi | Estadio Santiago Bernabéu, Madrid Toeschouwers: 120.000 Scheidsrechter: Erich Asmussen (FRG) |

| |                                                       |       |             |                                                                                 |
| 14 april Centraal-Europese Internationale Beker 1955-1960 № 266 «onderlinge duels» 15:30 uur (UTC+1) | Oostenrijk                                            | 4 – 0 | Zwitserland | Praterstadion, Wenen Toeschouwers: 65.000 Scheidsrechter: Vasa Stefanović (YUG) |
| 14 april Centraal-Europese Internationale Beker 1955-1960 № 266 «onderlinge duels» 15:30 uur (UTC+1) | Hans Buzek 8', 53' Walter Haummer 62' Karl Koller 77' |       |             | Praterstadion, Wenen Toeschouwers: 65.000 Scheidsrechter: Vasa Stefanović (YUG) |

|                                                                        |                      |       |                                    |                                                                                    |
| 19 mei WK 1958 kwalificatie № 267 «onderlinge duels» 15:00 uur (UTC+1) | Zwitserland          | 1 – 2 | Schotland                          | St. Jakob-Park, Bazel Toeschouwers: 48.000 Scheidsrechter: Friedrich Seipelt (AUT) |
| 19 mei WK 1958 kwalificatie № 267 «onderlinge duels» 15:00 uur (UTC+1) | Roger Vonlanthen 13' |       | 33' Jackie Mudie 71' Bobby Collins | St. Jakob-Park, Bazel Toeschouwers: 48.000 Scheidsrechter: Friedrich Seipelt (AUT) |

|                                                                          |                                                      |       |                                          |                                                                            |
| 6 november WK 1958 kwalificatie № 268 «onderlinge duels» 14:30 uur (UTC) | Schotland                                            | 3 – 2 | Zwitserland                              | Hampden Park, Glasgow Toeschouwers: 58.811 Scheidsrechter: Reg Leafe (ENG) |
| 6 november WK 1958 kwalificatie № 268 «onderlinge duels» 14:30 uur (UTC) | Archie Robertson 27' Jackie Mudie 52' Alex Scott 70' |       | 35' Ferdinando Riva 75' Marcel Vonlanden | Hampden Park, Glasgow Toeschouwers: 58.811 Scheidsrechter: Reg Leafe (ENG) |

|                                                                             |                     |       |                                                      | |
| 24 november WK 1958 kwalificatie № 269 «onderlinge duels» 14:30 uur (UTC+1) | Zwitserland         | 1 – 4 | Spanje                                               | Stade Olympique de la Pontaise, Lausanne Toeschouwers: 43.500 Scheidsrechter: Albert Alsteen (BEL) |
| 24 november WK 1958 kwalificatie № 269 «onderlinge duels» 14:30 uur (UTC+1) | Robert Ballaman 61' |       | 19', 72' Ladislao Kubala 24', 55' Alfredo Di Stéfano | Stade Olympique de la Pontaise, Lausanne Toeschouwers: 43.500 Scheidsrechter: Albert Alsteen (BEL) |

### 1958
|                                                                       |           |       |             |                                                                                 |
| 16 april Vriendschappelijk № 270 «onderlinge duels» 20:30 uur (UTC+1) | Frankrijk | 0 – 0 | Zwitserland | Parc des Princes, Parijs Toeschouwers: 36.019 Scheidsrechter: Piet Roomer (NED) |
| 16 april Vriendschappelijk № 270 «onderlinge duels» 20:30 uur (UTC+1) |           |       |             | Parc des Princes, Parijs Toeschouwers: 36.019 Scheidsrechter: Piet Roomer (NED) |

|                                                                    |                                           |       |                        |                                                                                   |
| 7 mei Vriendschappelijk № 271 «onderlinge duels» 18:15 uur (UTC+1) | Zweden                                    | 3 – 2 | Zwitserland            | Olympia, Helsingborg Toeschouwers: 20.257 Scheidsrechter: Lucien Van Nuffel (BEL) |
| 7 mei Vriendschappelijk № 271 «onderlinge duels» 18:15 uur (UTC+1) | Gösta Löfgren 15' Agne Simonsson 36', 47' |       | 8', 44' Anton Allemann | Olympia, Helsingborg Toeschouwers: 20.257 Scheidsrechter: Lucien Van Nuffel (BEL) |

|                                                                     |             |                                          |        |                                                                              |
| 26 mei Vriendschappelijk № 272 «onderlinge duels» 16:00 uur (UTC+1) | Zwitserland | 0 – 2                                    | België | Hardturm, Zürich Toeschouwers: 27.500 Scheidsrechter: Juan Gardeazábal (ESP) |
| 26 mei Vriendschappelijk № 272 «onderlinge duels» 16:00 uur (UTC+1) |             | 35' Jacques Stockman 70' Marcel Paeschen |        | Hardturm, Zürich Toeschouwers: 27.500 Scheidsrechter: Juan Gardeazábal (ESP) |

| |                                      |       |                 |                                                                                       |
| 20 september Centraal-Europese Internationale Beker 1955-1960 № 273 «onderlinge duels» 16:00 uur (UTC+1) | Tsjecho-Slowakije                    | 2 – 1 | Zwitserland     | Tehelné pole, Bratislava Toeschouwers: 50.000 Scheidsrechter: Lucien van Nuffel (BEL) |
| 20 september Centraal-Europese Internationale Beker 1955-1960 № 273 «onderlinge duels» 16:00 uur (UTC+1) | Adolf Scherer 41' Anton Moravčík 49' |       | 28' Eugen Meier | Tehelné pole, Bratislava Toeschouwers: 50.000 Scheidsrechter: Lucien van Nuffel (BEL) |

|                                                                         |                        |       |             |                                                                              |
| 2 november Vriendschappelijk № 274 «onderlinge duels» 15:00 uur (UTC+1) | Nederland              | 2 – 0 | Zwitserland | De Kuip, Rotterdam Toeschouwers: 62.000 Scheidsrechter: Maurice Guigue (FRA) |
| 2 november Vriendschappelijk № 274 «onderlinge duels» 15:00 uur (UTC+1) | Piet Kruiver, 30', 74' |       |             | De Kuip, Rotterdam Toeschouwers: 62.000 Scheidsrechter: Maurice Guigue (FRA) |

### 1959
| |                 |       |                                                                             |                                                                               |
| 26 april Centraal-Europese Internationale Beker 1955-1960 № 275 «onderlinge duels» 15:00 uur (UTC+1) | Zwitserland     | 1 – 5 | Joegoslavië                                                                 | St. Jakob-Park, Bazel Toeschouwers: 37.000 Scheidsrechter: Cesare Jonni (ITA) |
| 26 april Centraal-Europese Internationale Beker 1955-1960 № 275 «onderlinge duels» 15:00 uur (UTC+1) | Gilbert Rey 57' |       | 3' Luka Lipošinović 41', 48' Dragoslav Šekularac 82', 86' Todor Veselinović | St. Jakob-Park, Bazel Toeschouwers: 37.000 Scheidsrechter: Cesare Jonni (ITA) |

|                                                                     |                                                       |       |                                                  |                                                                                       |
| 16 mei Vriendschappelijk № 276 «onderlinge duels» 17:30 uur (UTC+1) | Zwitserland                                           | 4 – 3 | Portugal                                         | Stade des Charmilles, Genève Toeschouwers: 13.500 Scheidsrechter: José Barberan (FRA) |
| 16 mei Vriendschappelijk № 276 «onderlinge duels» 17:30 uur (UTC+1) | Rudolf Burger 31', 55' René Hamel 44' Werner Frey 69' |       | 9' Hernâni Silva 46' Domiciano Cavém 89' Matateu | Stade des Charmilles, Genève Toeschouwers: 13.500 Scheidsrechter: José Barberan (FRA) |

|                                                                        |             |                                                                               |                |                                                                             |
| 4 oktober Vriendschappelijk № 277 «onderlinge duels» 15:00 uur (UTC+1) | Zwitserland | 0 – 4                                                                         | West-Duitsland | Wankdorf, Bern Toeschouwers: 49.000 Scheidsrechter: Friedrich Seipelt (AUT) |
| 4 oktober Vriendschappelijk № 277 «onderlinge duels» 15:00 uur (UTC+1) |             | 5' Heinz Vollmar 49' Albert Brülls 73' Helmut Rahn 74' (pen.) Erich Juskowiak |                | Wankdorf, Bern Toeschouwers: 49.000 Scheidsrechter: Friedrich Seipelt (AUT) |

| |                                                               |       |             |                                                                                |
| 25 oktober Centraal-Europese Internationale Beker 1955-1960 № 278 «onderlinge duels» 14:00 uur (UTC+1) | Hongarije                                                     | 8 – 0 | Zwitserland | Népstadion, Boedapest Toeschouwers: 70.000 Scheidsrechter: Ivan Lukyanov (URS) |
| 25 oktober Centraal-Europese Internationale Beker 1955-1960 № 278 «onderlinge duels» 14:00 uur (UTC+1) | Göröcs 1', 79' Tichy 19', 28', 35', 66' Sándor 22' Albert 27' |       |             | Népstadion, Boedapest Toeschouwers: 70.000 Scheidsrechter: Ivan Lukyanov (URS) |

UEFA: Albanië · België · Bulgarije · Denemarken · West-Duitsland · Duitse Democratische Republiek · Engeland · Finland · Frankrijk · Griekenland · Hongarije · Ierland · IJsland · Italië · Joegoslavië · Kroatië · Luxemburg · Malta · Nederland · Noord-Ierland · Noorwegen · Oostenrijk · Polen · Portugal · Roemenië · Saarland · Schotland · Sovjet-Unie · Spanje · Tsjecho-Slowakije · Turkije · Wales · Zweden · Zwitserland

AFC: Israël
SFV · A-internationals · Selecties · Bondscoaches · Zwitsers vrouwenelftal · Olympisch elftal · Zwitserland U21 · Zwitserland U19 · Zwitserland U18 · Zwitserland U17 · Zwitserland U16 · Vrouwen U17
1905 – 1919 · 
1920 – 1929 · 
1930 – 1939 · 
1940 – 1949 · 
1950 – 1959 · 
1960 – 1969 · 
1970 – 1979 · 
1980 – 1989 · 
1990 – 1999 · 
2000 – 2009 · 
2010 – 2019 · 
2020 – 2029
EK's: 1996 · 
2004 · 
2008 · 
2016 · 
2020 · 
2024
WK's: 1934 · 
1938 · 
1950 · 
1954 · 
1962 · 
1966 · 
1994 · 
2006 · 
2010 · 
2014 · 
2018 · 
2022
OS: 1924 · 
1928 · 
2012
1905 · 
1906 · 1907 · 
1908 · 
1909 · 
1910 · 
1911 · 
1912 · 
1913 · 
1914 · 
1915 · 
1916 · 
1917 · 
1918 · 
1919 · 
1920 · 
1921 · 
1922 · 
1923 · 
1924 · 
1925 · 
1926 · 
1927 · 
1928 · 
1929 · 
1930 · 
1931 · 
1932 · 
1933 · 
1934 · 
1935 · 
1936 · 
1937 · 
1938 · 
1939 · 
1940 · 
1941 · 
1942 · 
1943 · 
1944 · 
1945 · 
1946 · 
1947 · 
1948 · 
1949 · 
1950 · 
1952 ·
1952 · 
1953 · 
1954 · 
1955 · 
1956 · 
1957 · 
1958 · 
1959 · 
1960 · 
1961 · 
1962 · 
1963 · 
1964 · 
1965 · 
1966 · 
1967 · 
1968 · 
1969 · 
1970 · 
1971 · 
1972 · 
1973 · 
1974 · 
1975 · 
1976 · 
1977 ·
1978 · 
1979 · 
1980 · 
1981 · 
1982 · 
1983 · 
1984 · 
1985 · 
1986 · 
1987 · 
1988 · 
1989 · 
1990 ·
1991 · 
1992 · 
1993 · 
1994 ·
1995 · 
1996 · 
1997 · 
1998 · 
1999 · 
2000 · 
2001 · 
2002 · 
2003 · 
2004 · 
2005 · 
2006 · 
2007 · 
2008 · 
2009 · 
2010 · 
2011 · 
2012 · 
2013 ·
2014 ·
2015 ·
2016 ·
2017 ·
2018 ·
2019 ·
2020 ·
2021 ·
2022
Albanië ·
Algerije · 
Andorra · 
Argentinië ·
Australië ·
Azerbeidzjan ·
België ·
Bolivia ·
Bosnië en Herzegovina ·
Brazilië ·
Bulgarije ·
Canada ·
Chili ·
China ·
Colombia ·
Costa Rica ·
Cyprus ·
Denemarken ·
DDR ·
Duitsland ·
Ecuador ·
Egypte ·
Engeland · 
Estland ·
Faeröer ·
Finland ·
Frankrijk ·
Georgië ·
Ghana ·
Gibraltar ·
Griekenland ·
Honduras ·
Hongarije ·
Hongkong ·
Ierland ·
IJsland ·
Israël ·
Italië ·
Ivoorkust ·
Jamaica ·
Japan ·
Joegoslavië ·
Kameroen ·
Kenia ·
Kosovo ·
Kroatië ·
Letland ·
Liechtenstein ·
Litouwen ·
Luxemburg ·
Malta ·
Marokko ·
Mexico ·
Moldavië ·
Montenegro ·
Nederland ·
Nigeria ·
Noord-Ierland ·
Noorwegen ·
Oekraïne ·
Oman ·
Oostenrijk ·
Panama ·
Peru ·
Polen ·
Portugal ·
Qatar ·
Roemenië ·
Rusland ·
Saarland ·
San Marino ·
Schotland ·
Servië ·
Slovenië ·
Slowakije ·
Sovjet-Unie · 
Spanje ·
Togo ·
Tsjechië ·
Tsjecho-Slowakije ·
Tunesië ·
Turkije ·
Uruguay ·
Venezuela ·
VA Emiraten ·
Verenigde Staten ·
Wales ·
Wit-Rusland ·
Zimbabwe ·
Zuid-Korea ·
Zweden
Albanië (2016) ·
Argentinië (2014) ·
Brazilië (2018) ·
Chili (2010) ·
Costa Rica (2018) ·
Ecuador (2014) ·
Frankrijk (2006) ·
Frankrijk (2014) ·
Frankrijk (2016) ·
Frankrijk (2021) ·
Honduras (2010) · 
Honduras (2014) · 
Italië (2021) · 
Oekraïne (2006) ·
Portugal (2008)  · 
Portugal (2022) · 
Roemenië (2016) · 
Servië (2018) ·
Spanje (2010) ·
Spanje (2021) ·
Togo (2006) ·
Tsjechië (2008) ·
Turkije (2008) ·
Turkije (2021) ·
Wales (2021) ·
Zuid-Korea (2006) ·
Zweden (2018)